# 6645 Arcetri
6645 Arcetri è un asteroide della fascia principale. Scoperto nel 1991, presenta un'orbita caratterizzata da un semiasse maggiore pari a 3,1333172 UA e da un'eccentricità di 0,1983911, inclinata di 0,79125° rispetto all'eclittica.